# Olveston (Montserrat)
Olveston is een dorp in Montserrat, een overzees gebiedsdeel van het Verenigd Koninkrijk. Het was oorspronkelijk een citrusplantage uit 1855, en is vernoemd naar Olveston in Engeland.

## Geschiedenis
In het begin van de jaren 1950 werd Frank Delisle directeur van de plantage, en bouwde de villa Olveston House ter vervanging van het houten plantagehuis. Er werd een landingsstrook aangelegd, en in 1956 werd de luchtvaartmaatschappij LIAT opgericht om vluchten tussen Antigua en Montserrat te verzorgen.
In 1979 werd de plantage gekocht door George Martin, de producer van The Beatles. Martin bouwde een opnamestudio op het terrein voor Associated Independent Recording (AIR), zijn opnamebedrijf. In de studio werden 76 albums opgenomen van artiesten als The Rolling Stones, Elton John, en Michael Jackson. In 1989 werd de studio getroffen door orkaan Hugo en er is alleen een ruïne overgebleven. De villa heeft de orkaan overleefd, en doet dienst als hotel.

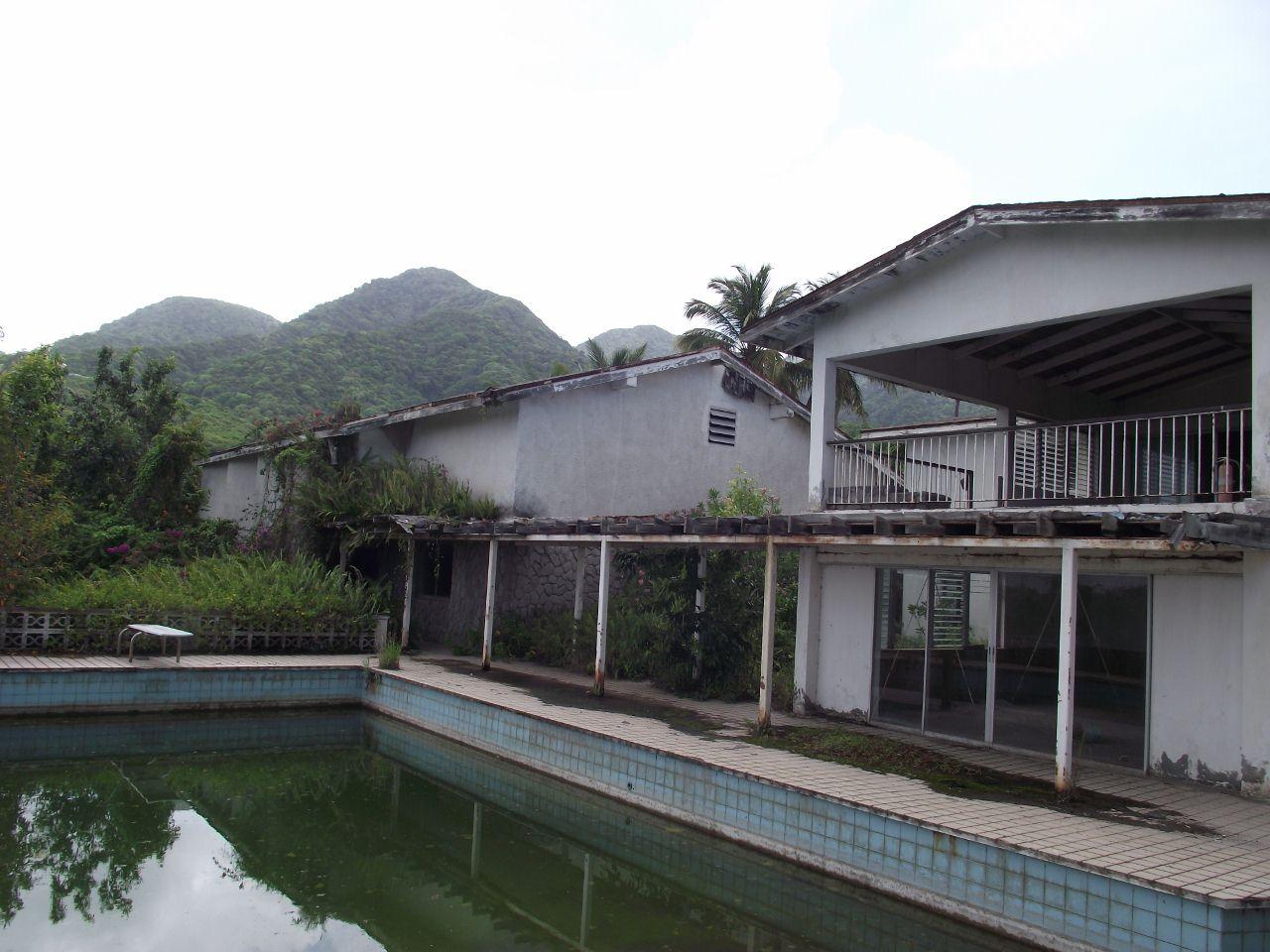
De ruïne van de AIR Montserrat studio (2013)

Brades · Little Bay · Look Out · Olveston · Plymouth*

 *verlaten plaats